# 異相双三角柱
異相双三角柱（いそうそうさんかくちゅう、Gyrobifastigium）とは、26番目のジョンソンの立体で、二つの正三角柱の側面同士を90度ねじってで貼りあわせた形である。
この立体はジョンソンの立体の中で唯一、単独で空間充填が可能な立体である。

## 性質
- 表面積: 一辺を{\displaystyle a}とすると {\displaystyle S=(4+{\sqrt {3}})a^{2}}
- 体積: 一辺を{\displaystyle a}とすると {\displaystyle V={{\sqrt {3}} \over {2}}a^{3}}

## 関連図形
| 正三角柱 （半分に割る） | 立方八面体 （正三角柱を台塔と見なし、角の数を増やす） |